# Mikhaïl Pavlov
Pour les articles homonymes, voir Pavlov.
Mikhaïl Stepanovitch Pavlov (en russe : Михаил Степанович Павлов), né vers 1700 et mort après 1740, est un officier de la Marine impériale russe.
Il est célèbre pour avoir participé à la deuxième expédition du Kamtchatka comme second de Stepan Mouraviov.

## Biographie
Mikhaïl Pavlov entre dans la Marine en 1717 en tant qu'aspirant. Il est promu sous-lieutenant le 1er juillet 1731.
Le 10 août 1731, il est envoyé par le Conseil de l'Amirauté pour inspecter et inventorier les forêts de chênes sur la rive droite des lacs Ladoga et Onega. Le 21 avril 1733, il est nommé sous-navigateur. Le 18 janvier 1733, il est enrôlé comme lieutenant et nommé au détachement Dvina-Ob de la deuxième expédition du Kamtchatka. Il est affecté pour un service ultérieur au port d'Arkhangelsk. Le 29 avril 1734, il est nommé assistant du commandant du détachement Stepan Mouraviov, qui remplace le précédemment nommé à ce poste, mais tombé malade, le lieutenant A. Bestuzhev-Ryumin.
Le 10 juillet 1734, une expédition de 51 personnes quitte ainsi l'embouchure de la Dvina septentrionale près d'Arkhangelsk sur deux navires : Ekpedition (commandant S. V. Muraviov) et Ob (commandant M. S. Pavlov). L'expédition reçoit l'ordre de trouver un passage maritime et d'arpenter la côte de l'embouchure de la Pechora à l'embouchure de l'Ob. Après avoir traversé les mers Blanche et de Barents, ils entrent dans la mer de Kara par le détroit de Iougor sur la côte ouest de la péninsule de Yamal. Ils visitent l'île Vaïgatch, les rives de la baie Baïdaratskaïa de la côte ouest de la péninsule de Yamal. Après avoir atteint l'embouchure de la Pechora, les hommes s'installent pour hiverner près de Pustozersk (en),.
En juin 1735, ils partent de nouveau en expédition maritime. Le 21 juillet, ils atteignent la mer de Kara, mais la situation des glaces ne leur permet pas d'avancer. Le 6 août, la navigation se poursuit. Le 18 août, le navire de Pavlov prend du retard sur celui de Mouraviov en raison de prises d'eau. Ils voyagent alors indépendamment. L' Ob atteint 73°21′ N., et le 25 août, pris par des vents contraires et des blocs de glace infranchissable, Pavlov décide de revenir. Le 6 septembre, ils sont rejoints par l' Ekpedition. Les équipages hivernent près de la rivière Pechora. La tâche de l'expédition n'est cependant pas terminée et les hommes ont pour mission de se déplacer vers l'est au-delà de l'île Bely dans le golfe de l'Ob. Il ne reste que quelques kilomètres à parcourir et pourtant, ils ne se résignent pas à les effectuer. Selon les historiens, l'une des principales raisons de l'échec du détachement est l'indécision du commandant du détachement. De même la mésentente continuelle entre Mouraviov et Pavlov l'explique vraisemblablement. A leur retour, par décision du Conseil de l'Amirauté, Muraviov et Pavlov sont démis de leurs fonctions et le détachement Dvina-Ob passe sous le commandement de Stepan Malyguine.
En 1736, les officiers Pavlov et Muravyov sont arrêtés, emmenés d'abord à Arkhangelsk, puis à Saint-Pétersbourg, où ils sont jugés et condamnés pour avoir fait échouer l'expédition en raison de leur mésentente. Mais un autre motif plus politique existe : ils ont communiqués durant l'hiver 1734/1735 à Pustozersk avec le prince exilé Alexeï Grigorievitch Dolgoroukov (en) et sa famille - ennemis de l'impératrice régnante Anna Ivanovna et du régent Ernst Johann von Biron. Le 28 février 1737 « pour de nombreux actes déshonorants et négligents, paresseux et stupides », les deux officiers sont rétrogradés au rang de matelots. À partir du 16 mars de la même année, Pavlov est gardé sous surveillance pendant qu'il travaille.
Le 14 février 1740, Pavlov est gracié, mais démis de ses fonctions avec le retour au grade de lieutenant.
Sa trace se perd après cette date.